# Laemophloeus infuscatus
Laemophloeus infuscatus là một loài bọ cánh cứng trong họ Laemophloeidae. Loài này được Motschulsky miêu tả khoa học năm 1845.